# بوراييفو
بوراييفو (بالروسية: Бураево) هي مدينة في جمهورية باشكورتوستان في روسيا.

## أعلام
- فلاديمير لوبوف